# Karin Roten
Karin Roten (Leukerbad, 27 de enero de 1976) es una deportista suiza que compitió en esquí alpino.
Ganó tres medallas en el Campeonato Mundial de Esquí Alpino, en los años 1996 y 1997. En la Copa del Mundo consiguió dos victorias y seis podios en total.
Después de retirarse de la competición, trabajó como comentadora deportiva para la cadena Schweizer Fernsehen.

## Palmarés internacional
| Campeonato Mundial | Campeonato Mundial     | Campeonato Mundial | Campeonato Mundial |
| Año                | Lugar                  | Medalla            | Prueba             |
| ------------------ | ---------------------- | ------------------ | ------------------ |
| 1996               | Sierra Nevada (España) | Medalla de plata   | Eslalon gigante    |
| 1997               | Sestriere (Italia)     | Medalla de plata   | Eslalon gigante    |
| 1997               | Sestriere (Italia)     | Medalla de bronce  | Eslalon            |